# Blucksberg Mountain
Blucksberg Mountain est une census-designated place située dans le comté de Meade, dans le Dakota du Sud. Elle comptait 462 habitants en 2010.
Blucksberg Mountain n’est pas incorporée.

## Démographie
| 2010 | - | - | - | - | - |
| ---- | - | - | - | - | - |
| 462  | - | - | - | - | - |

## Source
- (en) Cet article est partiellement ou en totalité issu de l’article de Wikipédia en anglais intitulé « Blucksberg Mountain, South Dakota » (voir la liste des auteurs).